# 土信田悠生
土信田 悠生（としだ ゆうせい、1999年7月23日 - ）は山口県出身のサッカー選手。ツエーゲン金沢所属。ポジションはFW。

## 略歴
小学校に上がると同時にサッカーを始めた。高川学園高校では2年次と3年次にに全国高等学校サッカー選手権大会に出場。高校卒業後は駒澤大学に進学。同大サッカー部では10番を背負い、同期の宮崎鴻、荒木駿太と強力なトリオを形成。2021年には関東大学サッカーリーグ戦1部で得点王となる14得点を挙げると、インカレでも4ゴールを決め優勝に大きく貢献した。2021年9月、2022年シーズンからのロアッソ熊本加入内定が発表された。
2022年2月20日、J2リーグ開幕節のレノファ山口FC戦でプロデビューを飾った。
2023年11月13日、契約満了が発表された。
2024年、ツエーゲン金沢に移籍。同年3月24日、J3第6節SC相模原戦にて出場時間の規定を満たしたためプロA契約を締結。

## 所属クラブ
- 遠石サッカークラブスポーツ少年団
- 周南市立周陽中学校
- 高川学園高校
- 駒澤大学
- 2022年 - 2023年  ロアッソ熊本
- 2024年 -  ツエーゲン金沢

## 個人成績
| 国内大会個人成績 | 国内大会個人成績 | 国内大会個人成績 | 国内大会個人成績 | 国内大会個人成績 | 国内大会個人成績 | 国内大会個人成績 | 国内大会個人成績 | 国内大会個人成績 | 国内大会個人成績 | 国内大会個人成績 | 国内大会個人成績 |
| 年度             | クラブ           | 背番号           | リーグ           | リーグ戦         | リーグ戦         | リーグ杯         | リーグ杯         | オープン杯       | オープン杯       | 期間通算         | 期間通算         |
| 年度             | クラブ           | 背番号           | リーグ           | 出場             | 得点             | 出場             | 得点             | 出場             | 得点             | 出場             | 得点             |
| 日本             | 日本             | 日本             | 日本             | リーグ戦         | リーグ戦         | リーグ杯         | リーグ杯         | 天皇杯           | 天皇杯           | 期間通算         | 期間通算         |
| ---------------- | ---------------- | ---------------- | ---------------- | ---------------- | ---------------- | ---------------- | ---------------- | ---------------- | ---------------- | ---------------- | ---------------- |
| 2021             | 駒澤大           | 10               | 他               | -                | -                | -                | -                | 1                | 0                | 1                | 0                |
| 2022             | 熊本             | 28               | J2               | 32               | 1                | -                | -                | 2                | 0                | 34               | 1                |
| 2023             | 熊本             | 28               | J2               | 16               | 1                | -                | -                | 1                | 0                | 17               | 1                |
| 2024             | 金沢             | 9                | J3               | 17               | 2                | 0                | 0                | 1                | 0                | 18               | 2                |
| 2025             | 金沢             | 9                | J3               |                  |                  |                  |                  |                  |                  |                  |                  |
| 通算             | 日本             | 日本             | J2               | 48               | 2                | -                | -                | 3                | 0                | 51               | 2                |
| 通算             | 日本             | 日本             | J3               | 17               | 2                | 0                | 0                | 1                | 0                | 18               | 2                |
| 通算             | 日本             | 日本             | 他               | -                | -                | -                | -                | 1                | 0                | 1                | 0                |
| 総通算           | 総通算           | 総通算           | 総通算           | 65               | 4                | 0                | 0                | 5                | 0                | 70               | 4                |

出場歴
- Jリーグ初出場 - 2022年2月20日 J2第1節 レノファ山口FC戦 (維新みらいふスタジアム)
- Jリーグ初得点 - 2022年6月12日 J2第21節 FC町田ゼルビア戦 (町田GIONスタジアム)

## タイトル

### クラブ
駒澤大学
- 全日本大学サッカー選手権大会: 2021

### 個人
- 関東大学サッカーリーグ戦1部・得点王: 2021[10]